# Gedenkort „Passagen“

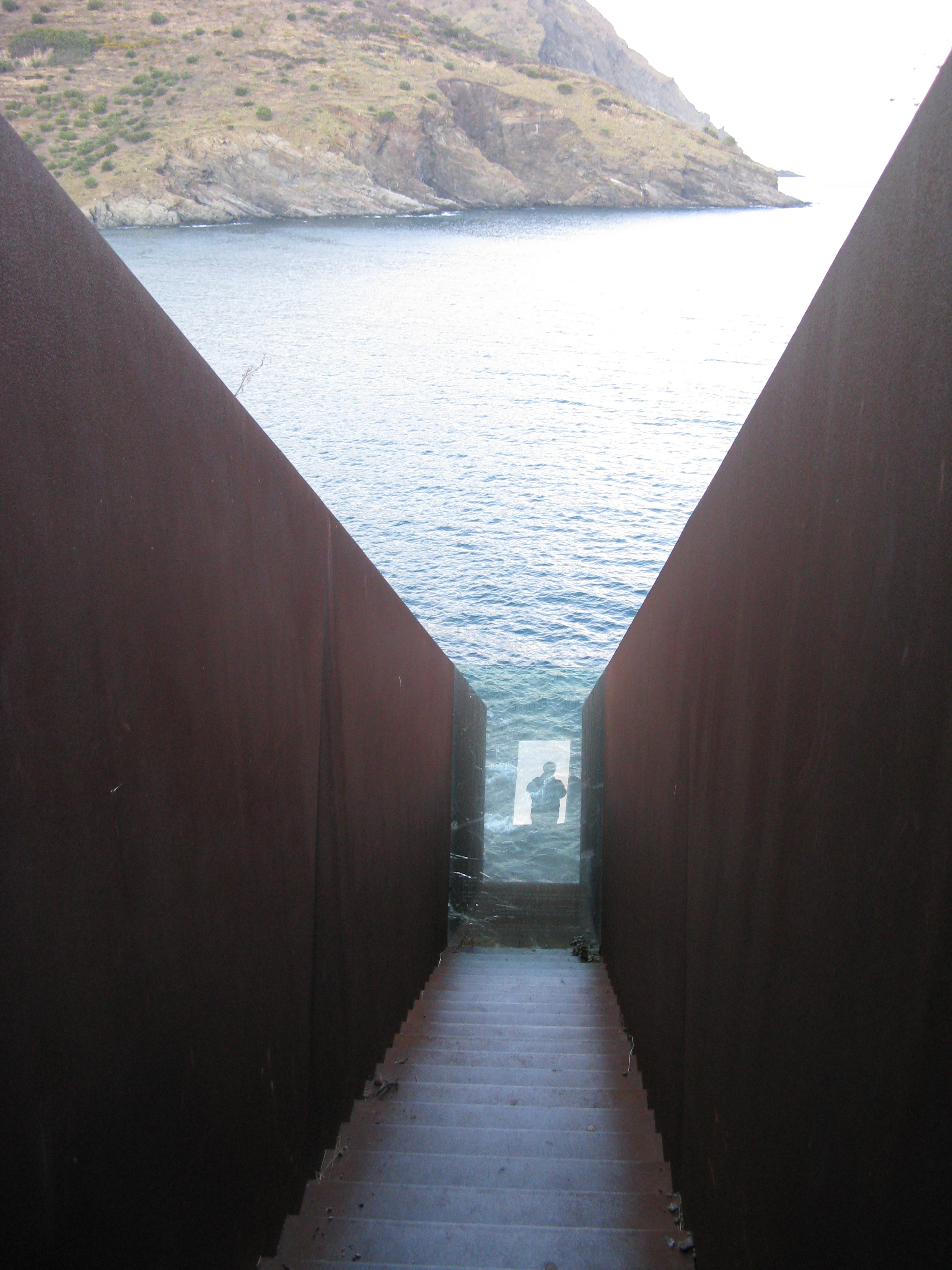
Blick durch den Korridor des Gedenkortes „Passagen“

Der Gedenkort „Passagen“ (kat. „Passatges“) ist ein 1994 eröffnetes Denkmal für den Philosophen Walter Benjamin und die Exilierten der Jahre 1933–1945 an seinem Sterbeort Portbou an der Costa Brava. Dani Karavan entwarf es.

## Hintergrund
Walter Benjamin war 1940 auf der Flucht vor der deutschen Gestapo. Er hatte eine Aktentasche mit Manuskripten bei sich, überquerte mit einer kleinen Gruppe unter Führung der Fluchthelferin Lisa Fittko am 25. September die Pyrenäen und erreichte den spanischen Küstenort Portbou. Von dort wollte Benjamin, der ein Visum für die USA hatte, nach Lissabon weiterreisen. Wegen einer Herzkrankheit konnte er den Weg nur sehr langsam zurücklegen. Den Flüchtlingen wurde in Portbou gemäß einer neu erlassenen Verordnung der spanischen Regierung die Einreise verweigert. Benjamin starb in der Nacht zum 26. September in seinem Hotelzimmer. Angesichts der für den nächsten Tag angekündigten Abschiebung der Flüchtlingsgruppe zurück nach Frankreich wird vermutet, dass er sich mit einer Überdosis Morphium das Leben nahm. Benjamin wurde auf dem Friedhof von Portbou bestattet; seit 1979 erinnert dort eine Tafel an ihn.

## Gestaltung

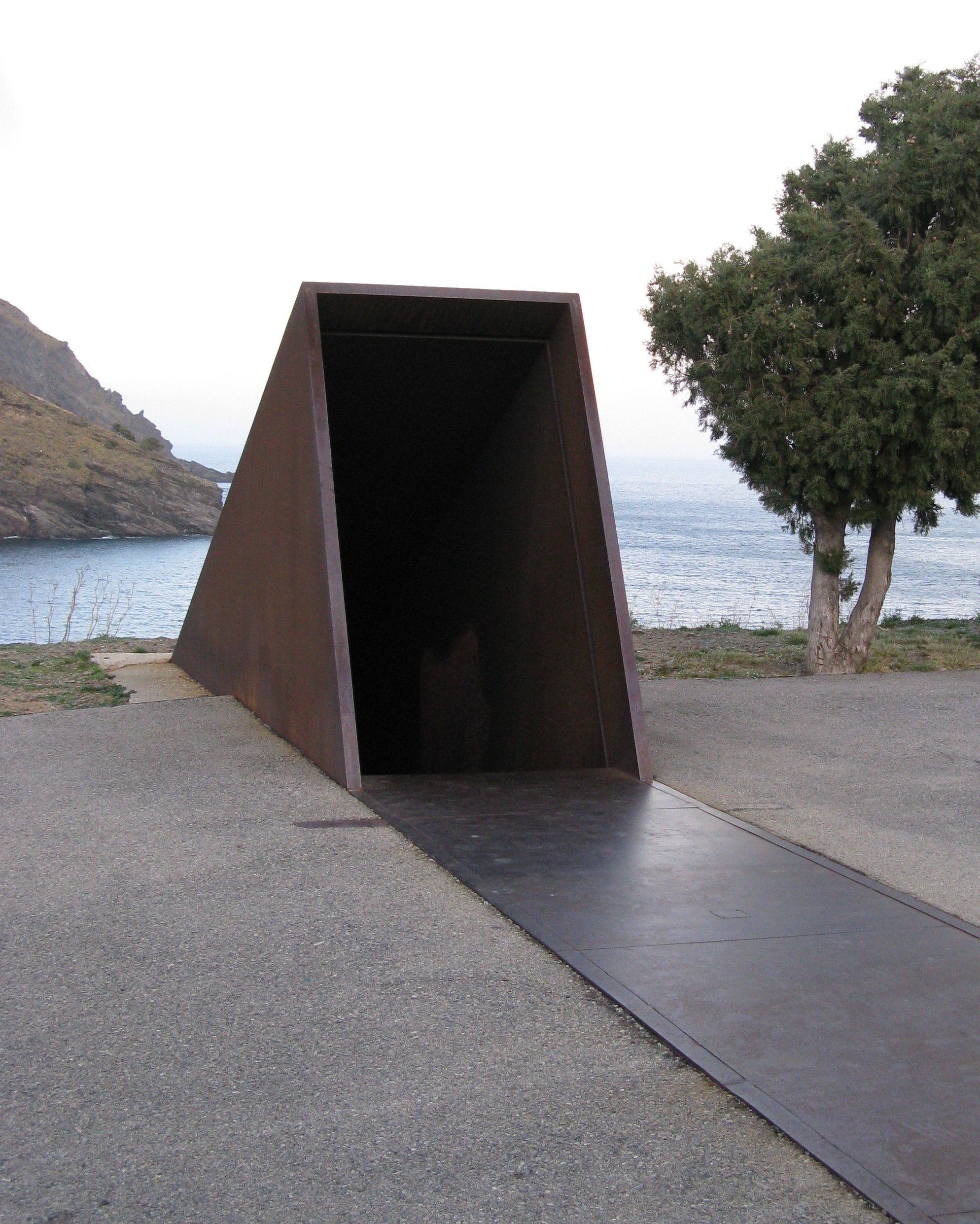
Blick in den dunklen Eingang des Korridors

Das Denkmal befindet sich am Friedhof von Portbou, der etwas außerhalb der Stadt, ungefähr zwanzig Meter über dem Meeresspiegel, auf einer felsigen Halbinsel liegt, die die Bucht von Portbou an ihrer südlichen Flanke verengt.

Das Denkmal besteht aus mehreren, in der Landschaft verteilten, aus rostendem Stahl gefertigten Elementen: einer kleinen, vierstufigen, in den Himmel führenden und dann abbrechenden Treppe, einer quadratischen Plattform mit einem Kubus in ihrem Zentrum sowie einer weiteren Treppe, die in ostnordöstlicher Richtung vom Friedhofsvorplatz aus durch einen Eingang unterirdisch hinab in den Felsboden führt. Von dort gelangt man in einem nach oben offenen Korridor aus Stahl, der über das Meer hinaus ragt, hinab zur Bucht. Von der Treppe aus erblickt man am gegenüberliegenden Ufer die nordöstliche Flanke der Bucht. Der Korridor ist am unteren Ende mit einer Glasplatte verschlossen, in die auf Deutsch das Zitat 

„Schwerer ist es, das Gedächtnis der Namenlosen zu ehren als das der Berühmten. 

Dem Gedächtnis der Namenlosen ist die historische Konstruktion geweiht. 

Walter Benjamin, G.S. I, 1241“ 
eingraviert ist. Es stammt aus Benjamins Notizen zu seinem letzten, 1939 entstandenen Thesen Über den Begriff der Geschichte.

## Entstehungsumstände

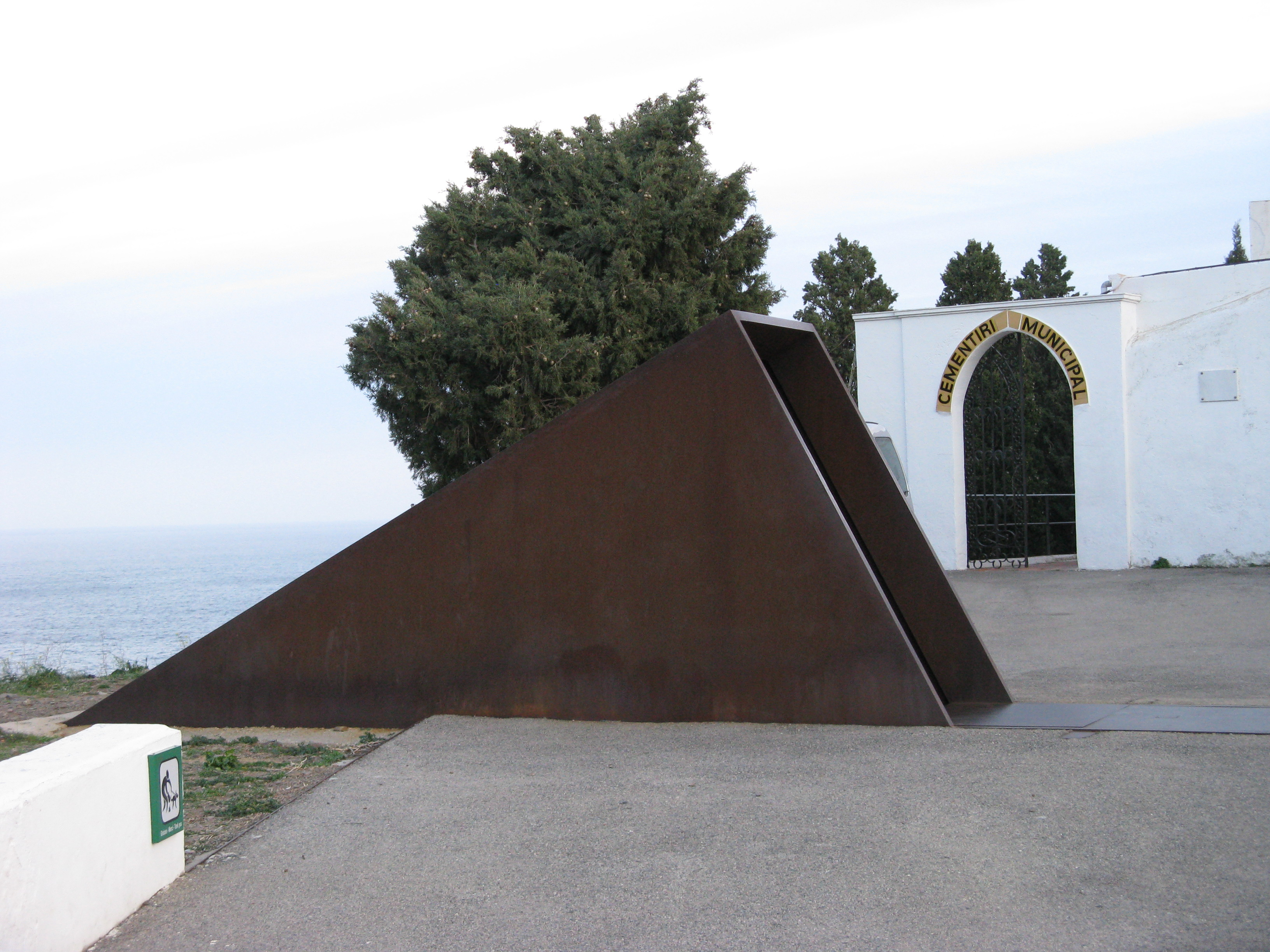
Eingang in den Korridor, im Hintergrund die Friedhofsmauer

Das Auswärtige Amt und das Bundesinnenministerium beauftragten 1989 auf Anregung von Bundespräsident Richard von Weizsäcker den Arbeitskreis selbständiger Kultur-Institute e.V. (AsKI) mit der Planung, Organisation und Realisierung eines Gedenkortes für Walter Benjamin. Zu dessen 100. Geburtstag 1992 sollte dieser in Portbou eröffnet werden. Für die künstlerische Umsetzung konnte Dr. Konrad Scheurmann, der Geschäftsführer des AsKI, den israelischen Künstler Dani Karavan gewinnen. Am 26. September 1990, anlässlich des 50. Todestages Walter Benjamins, wurde der Grundstein für den Gedenkort gelegt; zahlreiche Vertreter aus Deutschland, Frankreich, Spanien und Israel waren dabei anwesend.
Der Bundesrechnungshof kritisierte (offenbar falsch informiert), „aus einer Grabpflegemaßnahme [sei] ein Millionenprojekt“ geworden. Die Boulevard-Zeitungen Bild und Neue Revue skandalisierten die Höhe der auf 980.000 DM veranschlagten Kosten für die Realisierung von Karavans Entwurf. Das Auswärtige Amt stoppte die Finanzierung; dies stieß in der internationalen kulturellen Öffentlichkeit auf breites Unverständnis. Im September besuchte Bundespräsident von Weizsäcker die vom AsKI konzipierte Ausstellung „Grenzüberschreitungen. Walter Benjamin – Leben und Werk“, die im Rathaus von Portbou weiterhin für das Projekt warb. Die Ausstellung  wanderte anschließend durch Deutschland und wurde auch in Amsterdam gezeigt. Das Begleitbuch „Für Walter Benjamin“ wurde auch in einer französischen, englischen und spanischen Ausgabe herausgegeben. Im Gemeindearchiv in Portbou wurden anlässlich der Ausstellung neue Dokumente zum Tode Walter Benjamins entdeckt, die im Herbst 1992 vom AsKI publiziert wurden. Die Bemühungen um die Realisierung des Gedenkortes waren schließlich von Erfolg gekrönt: Auf Initiative der Ministerpräsidenten Hans Eichel (Hessen) und Erwin Teufel (Baden-Württemberg) übernahmen 12 deutsche Bundesländer, die Regionalregierung von Katalonien und private Spender die Finanzierung des Projektes. Am 26. September 1993 wurde in Portbou mit dem Bau begonnen und am 15. Mai 1994 wurde unter großer internationaler Beteiligung (u. a. war Lisa Fittko, die Fluchthelferin Walter Benjamins anwesend) „'Passagen' – Gedenkort für Walter Benjamin und die Exilierten der Jahre 1933–1945“ – so die offizielle Bezeichnung – in Portbou eröffnet. Der Gedenkort wurde der Gemeinde Portbou anschließend geschenkt.